# Hosszúpereszteg
Hosszúpereszteg község Vas vármegyében, a Sárvári járásban.

## Fekvése
A Kemeneshát és a Kemenesalja határán, a 8-as főút mellett fekszik. Belterületén ágazik ki a 8-as főútból dél felé a Mikosszéplakig vezető 7365-ös út, illetve utóbbiba szintén a településen torkollik bele a Bögötéről, a 7355-ös út ottani szakaszából kiinduló, rövid 7366-os út. Ennek legfőbb szerepe feltehetőleg a két szomszédos település (és a két egymáshoz közeli, de egymással nem találkozó útvonal) összekapcsolása, anélkül, hogy az utazónak érintenie kellene a 8-as főutat is.

## Közélete

### Polgármesterei
- 1990–1994: Rajki István (FKgP-KDNP)[3]
- 1994–1998: Rajki István (KDNP)[4]
- 1998–2002: Rajki István (KDNP)[5]
- 2002–2006: Dénes Károly (független)[6]
- 2006–2010: Dénes Károly (független)[7]
- 2010–2014: Dénes Károly (független)[8]
- 2014–2019: Farkas Margit (független)[9]
- 2019–2024: Farkas Margit (független)[10]
- 2024– : Németh Eszter Júlia (független)[1]

## Népesség
A település népességének változása:
| Lakosok száma | 666  | 652  | 627  | 628  | 642  | 609  | 605  |
|               | 2013 | 2014 | 2015 | 2021 | 2022 | 2023 | 2024 |

A 2011-es népszámlálás során a lakosok 97,9%-a magyarnak, 2,1% németnek mondta magát (1,4% nem nyilatkozott; a kettős identitások miatt a végösszeg nagyobb lehet 100%-nál). A vallási megoszlás a következő volt: római katolikus 87,3%, református 0,6%, evangélikus 2,7%,, felekezet nélküli 3,8% (4,7% nem nyilatkozott).
2022-ben a lakosság 90%-a vallotta magát magyarnak, 4,4% németnek, 0,9% cigánynak, 0,3% románnak, 1,4% egyéb, nem hazai nemzetiségűnek (7,9% nem nyilatkozott; a kettős identitások miatt a végösszeg nagyobb lehet 100%-nál). Vallásuk szerint 59% volt római katolikus, 1,9% evangélikus, 0,8% református, 0,8% egyéb keresztény, 0,9% egyéb katolikus, 5,9% felekezeten kívüli (30,7% nem válaszolt).

## Nevezetességei
- A településen áthalad az Országos Kéktúra.
- Szajki-tavak: fürdő-, horgász- és üdülőkörzet